# أهل بالقايد (سيدي محمد دليل)
أهل بالقايد هو دُوَّار يقع بجماعة سيدي امحمد دليل، إقليم شيشاوة، جهة مراكش آسفي في المملكة المغربية. ينتمي الدوّار لمشيخة سيدي محمد دليل التي تضم 12 دوار. يقدر عدد سكانه بـ 23 نسمة حسب الإحصاء الرسمي للسكان والسكنى لسنة 2004.

## روابط خارجية
- البوابة الوطنية للجماعات الترابية
- المندوبية السامية للتخطيط